# Жеваго, Евгений Петрович
Евгений Петрович Жеваго — советский хозяйственный, государственный и политический деятель.

## Биография
Родился 15 июня 1927 года в городе Красный Луч Луганской области. Член КПСС.
Окончил Новочеркасский политехнический институт.
В 1949—1959 годах — механик, заместитель главного механика шахты «Черная гора», главный механик шахты «Маганак» треста «Кировуголь», секретарь парткома шахты «Зиминка» треста «Прокопьевскуголь», первый секретарь Рудничного райкома КПСС города Прокопьевска.
В 1962—1991 годах — второй, первый секретарь Прокопьевского горкома КПСС, начальник управления материально-технического снабжения Кузбасского района, начальник топливного управления, заместитель Председателя Государственного Комитета СССР по материально-техническому снабжению.
Делегат XXIII и XXIV съездов КПСС.
Умер в Москве после 2003 года.